# Basement Jaxx
Basement Jaxx est un groupe de musique électronique britannique formé en 1994 à Brixton, dans le sud de Londres, par les deux producteurs Simon Ratcliffe et Felix Buxton.

## Histoire

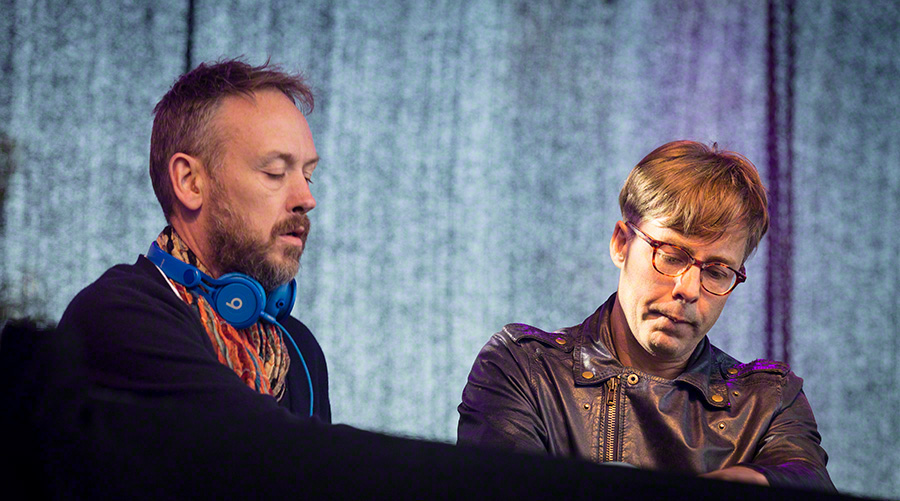
Basement Jaxx, 2016

À Brixton, ils se produisent régulièrement dans un club, le Rooty, qui donnera son nom à leur deuxième album. Le duo crée la même année le label Atlantic Jaxx Records. Leur premier succès est le titre Samba magic en 1995 ; ils gagnent le respect des scènes house britannique et américaine.
Après plusieurs remixes des titres des Pet Shop Boys en 1996, ils sortent leur troisième « mini-album », Basement Jaxx, dont le titre Flylife remporte un vif succès. En 1997, ils sortent une compilation des meilleurs titres de leur label. Leur premier véritable album, Remedy, est enregistré en 1999. Il contient les tubes Red Alert, Rendez Vu, Jump N' Shout, et Bingo Bango. Red Alert est utilisé dans une publicité pour Coca-Cola. Ils sortent la même année un album de reprises et de faces B, Jaxx Released.
En 2001 sort Rooty dont sont extraits les titres Where's Your Head At, Romeo, Jus 1 Kiss et Get Me Off. Le clip de Romeo, le premier titre de l'album, est une parodie d'un film de Bollywood. Where's Your Head At, qui repose sur un sample de Gary Numan, devient un énorme succès. Il fait partie de la bande son du film Tomb Raider et le clip, signé Traktor, avec des singes aux visages humains, a été sacrée par Mixmag comme « la meilleure vidéo de dance jamais réalisée ».
Xxtra Cutz est enregistré juste après Rooty, et contient des faces B résultant de l'enregistrement de ce dernier.
En 2003, leur troisième album Kish Kash inclut des collaborations de Siouxsie du groupe Siouxsie and the Banshees, Lisa Kekaula des Bellrays, Me'shell Ndegeocello, Dizzee Rascal, Totlyn Jackson, JC Chasez, et Phoebe. Les titres Lucky Star, Good Luck et Plug It In sont sortis en singles. Le morceau Good Luck est réenregistré avec un remix spécial en 2004 pour figurer en tant que thème de l'Euro 2004 sur MTV. La chanson figure également dans les bandes originales des films Pour le meilleur et pour le rire et Appleseed.
Kish Kash remporte le prix du meilleur album dance à la 47e cérémonie des Grammy Awards.
En 2005, le duo enregistre The Singles, une compilation des singles figurant sur leurs trois albums précédents, ainsi que des enregistrements datant de leurs débuts et deux nouvelles chansons : Oh My Gosh et U Don't Know Me. Une autre édition est parue, The Singles (Special Edition), contenant des morceaux des premières séances d'enregistrement, ainsi que des remixes de chansons de Basement Jaxx. Le clip de U Don't Know Me, qui met en scène une reine Élisabeth II violente et alcoolique, a été interdit de diffusion durant la journée sur la chaîne MTV.
Leur quatrième album studio, Crazy Itch Radio, est sorti le 4 septembre 2006 en Grande-Bretagne, en même temps que leur single Hush Boy. On y trouve en guest les voix de Martina Bang, Johnny Blaze, Lily Allen et Robyn.
Les Basement Jaxx sont devenus des remixeurs à la demande, comme sur les tubes 4 My People de Missy Elliott, Like I Love You de Justin Timberlake et She Wants to Move de N.E.R.D.
L'album Scars, sorti le 21 septembre 2009, inclut entre autres des collaborations avec Yoko Ono, Santigold, Lightspeed Champion et Yo! Majesty.

## Discographie

### Albums
- 1999 : Remedy
- 2001 : Rooty
- 2003 : Kish Kash
- 2005 : The Singles
- 2006 : Crazy Itch Radio
- 2009 : Scars
- 2009 : Zephyr
- 2014 : Junto

### EP
- 1996 : Sleezycheeks
- 1997 : Urban Haze
- 1997 : Summer Daze

## Musiques de films et séries
- 2000 : Bingo Bango (David Morales Latin Bango Mix) dans Malcolm.
- 2001 : Where's Your Head At dans Tomb Raider.
- 2001 : Red Alert dans Les Visiteurs en Amérique.
- 2004 : Good Luck dans Appleseed.
- 2007 : Close Your Eyes (feat. Linda Lewis) dans Vexille.
- 2011 : Bande-son complète du film Attack The Block de Joe Cornish avec le compositeur Steven Price
- 2015 : le titre Do Your Thing est utilisé pour la bande-annonce du film d’animation Comme des bêtes (film) sorti en France durant l’été 2016.